# 기스키정
기스키정은 시마네현 동부에 있던 정이다.
2004년 11월 1일에 다이토정, 가모정, 이시군 미토야정, 가케야정, 요시다촌과 합병해 운난시가 되어 소멸하였다. 합병후 인구는 약 4만 6,000명이였지만 현재는 34,163명이다.

## 역사
- 1889년 4월 1일 - 정촌제 시행과 함께 합병전의 촌역인 기스키촌(木次村)이 성립하였다.
- 1891년 4월 1일 - 오아자 2개의 행정구역이 분할해 히이촌이 성립함과  동시에 정으로 승격해 기스키정(木次町)이 되었다.
- 1951년 4월 1일 - 히이촌과 합병해 새로운 기스키정이 성립하였다.
- 1955년 3월 3일 - 히노보리촌, 니타군 온센촌과 합병해 운난키스키정(雲南木次町)이 성립과 동시에 제1차 기스키정은 폐지되었다.
- 1957년 5월 3일 - 운난키스키정이 다시 제2차 기스키정으로 개칭되었다.
- 2004년 11월 1일 - 다이토정, 요시다촌, 미토야정, 가모정, 가케야정과 합병해 운난시가 성립하였다. 동일 기스키정은 폐지되었다.

## 교통

### 철도
- 서일본 여객철도 기스키 선

### 도로
- 마쓰에 자동차도(일본어판)
- 국도 제54호선
- 국도 제314호선 (일본)(일본어판)